# Гольяново (станция метро)
«Голья́ново» — строящаяся конечная станция Арбатско-Покровской линии, следующая за «Щелковской». Станция будет расположена в одноимённом районе, на пересечении улиц Уссурийской и Сахалинской с выходами на обе стороны Уссурийской улицы. Длина проектируемого участка от «Щёлковской» до «Гольяново» составляет 2,6 км. Проектом предусматривается строительство станции мелкого заложения на глубине 11 метров с одной островной платформой. Открытие станции запланировано на III квартал 2028 года.

## История
- В конце 2010 года мэр Москвы Сергей Собянин подписал Генплан развития метрополитена города Москвы до 2025 года, в котором есть указание о продлении Сокольнической линии вдоль Щёлковского шоссе в Гольяново[5].
- В декабре 2017 года муниципальные депутаты района «Гольяново» обратились в мэрию Москвы с просьбой о строительстве одноимённой станции метро[6].
- В апреле 2018 года председатель Москомархитектуры Юлиана Княжевская заявила, что Арбатско-Покровская линия может быть продлена в район Гольяново с ориентировочным сроком строительства после 2025 года[7].
- В январе 2019 года стало известно, что строительство станции планируется начать в 2022 году[8].
- В конце марта 2019 года стало известно о том, что станцию планируют открыть в 2023 году[9]. Соответствующую документацию планируют подготовить в течение шести месяцев.
- В ноябре 2019 года заммэра Москвы по вопросам градостроительной политики и строительства Марат Хуснуллин заявил, что метро в районе Гольяново построят к 2023 году[10].
- В октябре 2020 года, по словам заммэра Москвы по вопросам градостроительной политики и строительства Андрея Бочкарёва, началось проектирование участка Арбатско-Покровской линии метро со станцией «Гольяново»[11].
- В мае 2021 года мэр Москвы Сергей Собянин утвердил проект строительства станции метро «Гольяново». В соответствии с утвержденным проектом станция будет расположена на пересечении улиц Уссурийская и Сахалинская, длина перегона до станции будет составлять 2,6 км[2]. Отмечается, что, после запуска станции в эксплуатацию, нагрузка на станцию «Щёлковская» снизится примерно на четверть[12].
- 11 мая 2022 года на сайте «Активный гражданин» было завершено голосование по выбору названия для станции. Планируемой датой открытия станции указан 2025 год. Наибольшее количество голосов получило название «Гольяново»[13][14].

## Строительство
- 26 октября 2023 года было объявлено о готовности проектной документации по сооружению стартового котлована для станции, разработан предварительный план трассы участка, сформирован план организации строительства, выделены этапы проведения работ[15].
- 27 октября 2023 года на Уссурийской улице начался вынос сетей связи для последующего раскрытия котлована станции[16].
- 10 апреля 2024 года мэр Москвы Сергей Собянин сообщил о том, что станцию начнут строить в конце 2024 года[17].
- 27 мая 2024 года началось освоение площадки строительства станции между 10 и 14 домами[18].
- 8 ноября 2024 года началась подготовка территории для строительства станции[4].
- Февраль 2025 года: огорожена территория для проведения работ.
- 14 июля 2025 года для строительства метро была перекрыта часть Уральской улицы от домов №7 и №8 до домов №3Г и №4Г, взамен был открыт дублёр.
- 19 июля 2025 года для строительства метро была перекрыта почти вся Уссурийская улица, проехать можно только в районе дома №14 и в районе дома № 1к1.
- 19 августа 2025 года мэр Москвы Сергей Собянин официально объявил о начале строительства станции[19].

## Расположение
Участок метро от станции «Щёлковская» до станции «Гольяново» будет проложен в створе Уральской и Уссурийской улиц, чтобы исключить негативное влияние на прилегающую застройку. Новая станция будет расположена на пересечении Уссурийской и Сахалинской улиц. Автобусную остановку «Уссурийская улица, 4» перенесут ближе к выходу из метро, со станции можно будет выйти на обе стороны улицы. Кроме того, планируется благоустроить прилегающую к «Гольяново» территорию.